# あのころ
『あのころ』は、漫画家・さくらももこが小学生時代のエピソードを中心に綴ったエッセイ『あのころ』三部作の第一作。さくら自身による『ちびまる子ちゃん』の舞台裏の解説本、としての側面も持つ。1996年7月に集英社から刊行され、のちに2004年3月25日に集英社文庫により文庫化。

## 収録内容
てきや
小学生時代に、子供相手に「まほうカード」や「踊るマッチ箱」という怪しげな商品を売るおじさんの話。
夏休みの宿題
小学3年生のさくらが、夏休みの終わり頃に手つかずの宿題の手伝いを家族に頼む話。
遠足ぎらい
海や山など自然豊かでトイレがない場所への遠足が嫌いなさくらが、小学1年と3年時に行った遠足の話。
七五三の思い出
7歳の頃のさくらが、あまり乗り気ではなかった七五三の思い出。
大洪水の思い出
さくらが小学3年生の7月頃に地元で起きた洪水の話。
マラソン大会
小学校で毎年2月に行われるマラソン大会について、小学3年生のさくらの憂鬱な思いと大会当日の話。
ツチノコ騒動
小学2年生の頃に日本でツチノコの目撃談が話題となった頃、ある日「自宅の庭で目撃した」とする親友のたまちゃんと探す。
賞状をもらう話
小学3年生のさくらが、多くの生徒たちの前で賞状をもらうことになったが、表彰式の直前から尿意に襲われた話。
家庭教師のお兄さん
幼稚園児だったさくらが、姉の家庭教師としてしばらくの間さくら家にやって来た大学生との交流。
自転車の練習
さくらが小学2年生の夏と、4年生になる直前の春休みにそれぞれ自転車の練習に悪戦苦闘した話。
きょうだいゲンカの話
しょっちゅうきょうだいケンカしていたさくらが、子供時代の姉とのケンカについて語る。
目覚まし時計を買った話
普段から登校前に自宅でダラダラ過ごしていたさくらが、ある日母に愛想をつかされた話。
家庭訪問の思い出
家庭訪問を前にさくらが母に叱られながら自分の部屋の片付けをしたり、先生が自宅にやって来た当日の話。
道に迷ったときのこと
小学校3年生の冬休みに友人たちと担任の家に遊びに行くが、同行したクラスメイトの母親のせいで道に迷ってしまった話。
物をなくす
小学2年生のさくらが、友達と遊んでいる内に母の大事なオパールの指輪を失くしてしまった話。
あとがき（単行本版のみ）
本作執筆に至るきっかけと、単行本執筆当時の仕事と生活について。

### 文庫版
文庫版には上記の内容に加え、以下のおまけがある。なお、あとがきに関しては文庫版への収録は見送られた。
おまけのページ巻末Q＆A
文庫版執筆時（2004年）にデビュー20周年を迎えるさくらが、インタビュアーから本作のエピソードに関する質問などに一問一答で答える。

## 書誌情報
- 単行本：1996年07月発売、集英社、ISBN 978-4-08-775208-3
- 文庫本：2004年03月25日発売、集英社文庫、ISBN 978-4-08-747674-3
  - 装画・さくらももこ、デザイン及び本文デザイン・祖父江慎＋吉岡秀典（cozfish）